# Mahankal (Katmandu)
Mahankal (nepalski: महांकाल, trl. Mahānkāl, trb. Mahankal) – gaun wikas samiti w środkowej części Nepalu w strefie Bagmati w dystrykcie Katmandu. Według nepalskiego spisu powszechnego z 2001 roku liczył on 1444 gospodarstw domowych i 6808 mieszkańców (3355 kobiet i 3453 mężczyzn).